# Mattapoisett
Mattapoisett est une localité du comté de Plymouth dans le Massachusetts, aux États-Unis.

## Histoire
En 1664, la région est rachetée par le gouverneur de la colonie de Rhode Island et des plantations de Providence, William Brenton (en), au chef Wampanoag, Metacomet (connu aussi en tant que « Roi Philippe »). Après la mort du gouverneur, la région passe aux mains de son fils, Ebenezer Brenton, qui la vend à son tour, quelque temps après.
Mettapoisett fait partie de la ville de Rochester jusqu'au 20 mai 1857, date de sa constitution officielle en tant que ville.

## Démographie
D'après le recensement de 2010, Mattapoisett comptait 6 045 habitants. Les dernières estimations pour 2019 situent ce chiffre à 6 401 habitants.

En outre, 2 648 ménages avec 2,39 personnes par ménage résident à Mattapoisett. La densité de population est de 133,8 habitants/km2. La composition raciale de la ville est la suivante : 97,4 % de Blancs américains, 2,4 % d'Hispaniques, 0,0 % d'Afro-américains, 0,0 % d'Amérindiens, 0,0 % d'Asiatiques, 0,0 % d'Océano-Américains et 1,5 % appartenant à deux races ou plus.